# آيت قسو (آيت بوحدو آيت مازل)
آيت قسو هو دُوَّار يقع بجماعة سيدي عمار، إقليم خنيفرة، جهة بني ملال خنيفرة في المملكة المغربية. ينتمي الدوّار لمشيخة آيت بوحدو آيت مازل التي تضم 18 دوار. يقدر عدد سكانه بـ 216 نسمة حسب الإحصاء الرسمي للسكان والسكنى لسنة 2004.

## وصلات خارجية
- البوابة الوطنية للجماعات الترابية
- المندوبية السامية للتخطيط